# Olympische Sommerspiele 1924/Teilnehmer (Uruguay)
| Gelbes Symbol für Goldmedaillen mit stilisierten Olympischen Ringen | Graues Symbol für Silbermedaillen mit stilisierten Olympischen Ringen | Braundes Symbol für Bronzemedaillen mit stilisierten Olympischen Ringen |
| ------------------------------------------------------------------- | --------------------------------------------------------------------- | ----------------------------------------------------------------------- |
| 1                                                                   | —                                                                     | —                                                                       |

Uruguay nahm an den Olympischen Sommerspielen 1924 in Paris, Frankreich, mit einer Delegation von 33 Sportlern (allesamt Männer) teil.

## Medaillengewinner

### Gold
| Namen | Sportart | Wettkampf       |
| --- | -------- | --------------- |
| José Leandro Andrade, Pedro Arispe, Pedro Casella, José Pedro Cea, Luis Chiappara, Pedro Etchegoyen, Alfredo Ghierra, Andrés Mazzali, José Nasazzi, José Naya, Pedro Petrone, Ángel Romano, Zoilo Saldombide, Héctor Scarone, Pascual Somma, Humberto Tomassina, Antonio Urdinarán, Santos Urdinarán, Fermín Uriarte, José Vidal, Alfredo Zibechi, Pedro Zingone | Fußball  | Herrenwettkampf |

## Teilnehmer nach Sportarten

### Boxen
- Andrés Recalde
Fliegengewicht: 17. Platz

- Mario González
Bantamgewicht: 17. Platz

- Manuel Esmoris
Federgewicht: 9. Platz

- Jorge Nicolares
Leichtgewicht: 9. Platz

- Liberto Corney
Leichtgewicht: 17. Platz

### Fechten
- Domingo Mendy
Florett, Einzel: Viertelfinale
Degen, Einzel: Vorrunde
Degen, Mannschaft: Vorrunde
Säbel, Einzel: Halbfinale
Säbel, Mannschaft: Vorrunde

- Pedro Mendy
Florett, Einzel: 2. Runde
Säbel, Einzel: Halbfinale
Säbel, Mannschaft: Vorrunde

- Gilberto Tellechea
Florett, Einzel: Vorrunde

- Conrado Rolando
Degen, Einzel: Viertelfinale
Degen, Mannschaft: Vorrunde
Säbel, Einzel: Halbfinale
Säbel, Mannschaft: Vorrunde

- Héctor Belo
Degen, Einzel: Vorrunde
Degen, Mannschaft: Vorrunde
Säbel, Einzel: Halbfinale
Säbel, Mannschaft: Vorrunde

- Santos Ferreira
Degen, Einzel: Vorrunde
Degen, Mannschaft: Vorrunde
Säbel, Mannschaft: Vorrunde

### Fußball
- Herrenteam
Gold

- Kader
José Leandro Andrade
Pedro Arispe
Pedro Casella
José Pedro Cea
Luis Chiappara
Pedro Etchegoyen
Alfredo Ghierra
Andrés Mazzali
José Nasazzi
José Naya
Pedro Petrone
Ángel Romano
Zoilo Saldombide
Héctor Scarone
Pascual Somma
Humberto Tomassina
Antonio Urdinarán
Santos Urdinarán
Fermín Uriarte
José Vidal
Alfredo Zibechi
Pedro Zingone